# Tacaná
Cet article concerne la ville. Pour le volcan, voir Tacaná (volcan).
Pour les articles homonymes, voir Tacana (homonymie).
Tacaná est une ville du Guatemala dans le département de San Marcos.